# Terri Nunn
Terri Kathleen Nunn, född den 26 juni 1961 i Baldwin Hills, Los Angeles, Los Angeles County, Kalifornien, USA, är en amerikansk sångerska och skådespelerska. Hon har i två omgångar varit med i musikbandet Berlin, första gången 1978–1987 (då med bandets grundare John Crawford). Andra gången återbildade hon själv bandet med nya medlemmar år 1998.
Terri Nunn är mest känd för sången "Take My Breath Away", ledmotivet i Top Gun (1986). Låten nådde då #1 på Billboard Hot 100. Andra populära låtar av Nunn är "Sex (I'm A...)", "The Metro", "You Don't Know", "No More Words" och "Masquerade".
Nunn har agerat i ett otal TV-produktioner och i flera filmer på 1970- och 1980-talen, som exempelvis T.J. Hooker och Lou Grant. 1978 spelade hon i filmen Thank God It's Friday
Nunn har i ett par omgångar lämnat Berlin för att stå på egna ben eller för att vara med i andra produktioner. 1991 gav hon ut ett soloalbum, Momenth of Truth, tillsammans med Prince producent David Z.
1993 sjöng Nunn på singeln Under the Gun med The Sisters of Mercy som blev top 20 på UK Singles Chart.
Den 17 september 2013 gav hon ut sitt senaste album, Animal.
Sedan 2012 är Terry Nunn gift med juristen Paul Spear. De har tre barn.